# Вознесенский, Фёдор Сергеевич
Фёдор Сергеевич Вознесенский (1916—1944) — сержант Рабоче-крестьянской Красной Армии, участник Великой Отечественной войны, Герой Советского Союза (1945).

## Биография
Фёдор Вознесенский родился 16 апреля 1916 года в деревне Лосево (ныне — Селижаровский район Тверской области) в крестьянской семье. Получил начальное образование, после чего работал в колхозе. В 1941 году он был призван на службу в Рабоче-крестьянскую Красную Армию. С августа того же года — на фронтах Великой Отечественной войны. В боях два раза был ранен. К июню 1944 года гвардии сержант Фёдор Вознесенский командовал отделением 201-го гвардейского стрелкового полка 67-й гвардейской стрелковой дивизии 6-й гвардейской армии 1-го Прибалтийского фронта. Отличился во время освобождения Витебской области Белорусской ССР.
23 июня 1944 года в ходе боя за деревню Сиротино Вознесенский поднял бойцов своего отделения в атаку и первым ворвался по вражескую траншею, лично уничтожив в рукопашной схватке несколько солдат противника. Во время боёв за удержание разъезда Губица Вознесенский лично уничтожил два вражеских пулемёта. Отделение Вознесенского одним из первых переправилось через Западную Двину и отражало вражеские контратаки на плацдарме на западном берегу реки. 3 июля 1944 года в ходе боя с немецкими частями, окружёнными в районе деревни Троецкая Полоцкого района (ныне территория ОАО «Нафтан»), Вознесенский получил смертельное ранение и умер в тот же день. Кроме него, в тех же боях отличились его однополчане Иван Жагренков и Михаил Виноградов. Похоронен в братской могиле в посёлке Ветрино того же района.

## Награды
- Медаль «За отвагу» (15.7.1943)[3]
- звание Герой Советского Союза (24.3.1945) — за образцовое выполнение боевых заданий командования в боях за освобождение Белоруссии и проявленные при этом мужество и героизм[1].